# Famille Lykov

Khakassie

La famille Lykov est une famille de vieux-croyants russes ayant vécu pendant plus de quarante deux ans isolée dans la taïga sibérienne, et plus précisément dans la chaîne montagneuse d'Abakan, en Khakassie, sans contact avec d'autres humains de 1945 à 1978.
Leur histoire est racontée par le journaliste Vassili Peskov dans le livre Ermites dans la taïga.

## Histoire

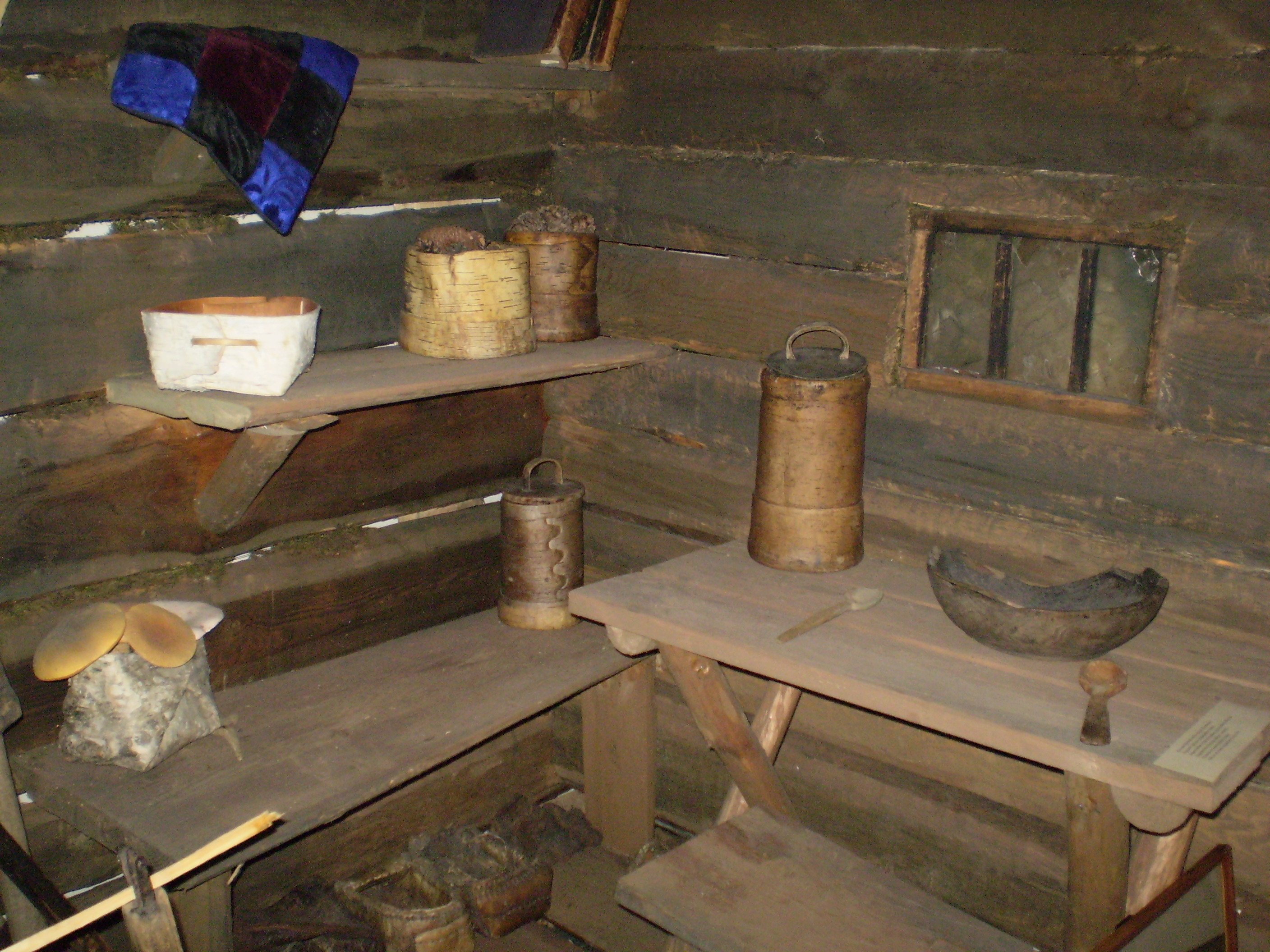
Reconstitution de l'intérieur de la cabane des Lykov au musée littéraire de Krasnoïarsk.

Dans les années 1930, quelques familles parmi lesquelles les Lykov partirent dans la toundra des monts Saïan où ils construisirent une isba de bois dans laquelle ils vécurent quarante années dans un isolement total.
La famille Lykov se composait alors du père Karp Osipovitch Lykov, de la mère Akoulina Karpovna Lykova et de leurs quatre enfants : Savin Karpovitch Lykov et Natalia Karpovna Lykova, nés avant leur installation dans la taïga, et Dmitri Karpovitch Lykov et Agafia Karpovna Lykova, nés après celle ci.
Ils appartenaient à la Confession des Chapelles, une branche d'orthodoxes vieux-croyants. Aux alentours de 2013, Agafia Lykova rejoignit l'Église orthodoxe vieille-ritualiste russe.
En 1978, des géologues soviétiques découvrirent fortuitement la famille Lykov lors d'une exploration en hélicoptère de la rivière Bolchoï Abakan. La rencontre fut un choc aussi bien pour les géologues qui étaient persuadés que la zone était inhabitée que pour les Lykov, en particulier pour les deux plus jeunes qui n'avaient encore jamais vu d'autres humains que leur famille auparavant. Les Lykov ne savaient pas qui étaient Lénine et Marx et n'avaient jamais entendu parler de la Seconde Guerre mondiale.
L'histoire de la famille d'ermites en isolement total avec la civilisation moderne eut un énorme retentissement dans la presse soviétique de l'époque.

## Composition de la famille
Membres de la famille au commencement de leur vie d'ermites :
- Karp Osipovitch (~1900  — 16 février 1988) ;
- Akoulina Lykova, son épouse (~1900 - morte de faim le 16 février 1961) ;
- Savin, fils aîné (1926 — 20 décembre 1981) ;
- Natalia, première fille (1936  — 30 décembre 1981).

De l'union de Karp et d'Akoulina après leur installation dans la taïga :
- Dmitri, second fils (1942  — 6 octobre 1981) ;
- Agafia, seconde fille (née le 17 avril 1944).

## Pour approfondir